# Kis kakukk
A kis kakukk (Cuculus poliocephalus) a madarak osztályának kakukkalakúak (Cuculiformes) rendjébe, ezen belül a kakukkfélék (Cuculidae) családjába tartozó faj.

## Rendszerezése
A fajt John Latham angol ornitológus írta le 1790-ben.

## Előfordulása
Afganisztán, Banglades, Bhután, Észak-Korea, Dél-Korea, India, Indonézia, Hongkong, Kína, Laosz, Mianmar, Nepál, Pakisztán, Oroszország, Srí Lanka, Thaiföld, Vietnám és a Seychelle-szigetek területén, valamint a Dél-afrikai Köztársaság, a Kongói Demokratikus Köztársaság, Kenya, Malawi, Szomália, Tanzánia, Zambia és Zimbabwe területén honos.
Természetes élőhelyei a szubtrópusi és trópusi síkvidéki esőerdők, száraz erdők és szavannák. Vonuló faj.

## Megjelenése
Testhossza 25 centiméter.

## Természetvédelmi helyzete
Az elterjedési területe rendkívül nagy, egyedszáma pedig stabil. A Természetvédelmi Világszövetség Vörös listáján nem fenyegetett fajként szerepel.